# Chironomus pygmaeus
Chironomus pygmaeus är en tvåvingeart som först beskrevs av Johann Wilhelm Meigen 1818.  Chironomus pygmaeus ingår i släktet Chironomus och familjen fjädermyggor. Inga underarter finns listade i Catalogue of Life.